# Sunleif Rasmussen
Sunleif Rasmussen, född 19 mars 1961 i Sandur, är en färöisk tonsättare. Han är utbildad i Danmark men är bosatt på Färöarna.

## Priser och utmärkelser
- 2002 – Nordiska rådets musikpris för Symfoni nr 1 Oceanic Days
- 2010 – Färöarnas kulturpris

## Verkförteckning

### Orkesterverk
- 1990 – Grave – In memoriam Karsten Hoydal för stråkorkester och slagverk
- 1995 – Vox Humana, the Song of the Sea för orkester och tape
- 1995–97 – Symfoni nr 1 Oceanic Days
- 2003 – De grædendes nat för barnkör och orkester
- 2004 – Movings and Melodies
- 2008 – Prelude to an Orchestra

### Soloinstrument och orkester/ensemble
- 1992–93 – Landið för sopran och orkester
- 1996 – Tilegnelse för mezzosopran och orkester
- 2000 – Rejsen för sopran, tenor, bas, blandad kör och orkester
- 2001 – Dem Licht entgegen för saxofonsolo och orkester
- 2004 – Songs of Seasons för violinsolo och stråkorkester

### Stor kammarensemble
- 1999 – Trauer und Freude
- 2000 – Surrounded

### Kammarmusik
- 1989 – Fantasi yvir Tívilsdøtur för klarinett och horn
- 1989–90 – Stråkkvartett nr 1
- 1990 – Vetrarmyndir för flöjt, oboe, klarinett, fagott, horn och piano
- 1991 – Tid, ild, baglæns för tolv sångare och tape
- 1995 – Cantus Borealis för blåsarkvintett
- 1995 – Dancing Raindrops för klarinett, piano och violin
- 1998 – Pictures from the Sea’s Garden för saxofon och slagverk
- 1999 – Mozaik/Miniature för flöjt, klarinett, piano och violin
- 2000 – Sunshine and Shadows för stråkkvartett
- 2002 – Nordisk Fanfare för 2 horn, 2 trumpeter, trombon och tuba
- 2002 – Engführung för kammarkör, piano och cello
- 2003 – Four Gardens för flöjt, oboe, klarinett, fagott, piano, violin, viola och cello

### Musik för soloinstrument
- 1992 – Echoes of the Past för violin
- 1993 – A Light is Lit för orgel och tape
- 1993 – Like the Golden Sun för piano och effekt-processor
- 1997 – Chaindance with Shadows för elförstärkt piano
- 2001 – Le psaume salé för saxofon och tape och live-electronics
- 2007 – Suite för gitarr och effekt-processor

### Vokalmusik
- 1982–89 – 5 færøske korsange för kammarkör eller stor blandad kör (rev. 1992)
- 1983 – Vár för sopran, baryton, kammarkör, flöjt och klarinett (rev. 1993)
- 1995 – Psalmus 8 för soloister, kör och orgel
- 1996 – Creatio caeli et terrae. Dies unus för tredubbel kör
- 1996 – Creatio caeli et terrae för 2 violiner och kör
- 1999 – Arktis för mezzosopran, klarinett, slagverk, harpa och cello